# Taygetis tripunctata
Taygetis tripunctata är en fjärilsart som beskrevs av Gustav Weymer 1907. Taygetis tripunctata ingår i släktet Taygetis och familjen praktfjärilar. Inga underarter finns listade i Catalogue of Life.